# Río Brunéi
Río Brunéi (en malayo: Sungai Brunei) es un río que fluye a través de Brunéi y desemboca en la bahía de Brunéi en dirección norte-este. El Istana Nurul Iman, la residencia oficial del sultán de Brunéi, se encuentra en sus orillas. El río Brunéi es el río corto más importante en Brunéi Darussalam. Tradicionales zonas residenciales de Brunéi Darussalam, como Kampong Ayer, están situadas en el río. Bandar Seri Begawan, la capital de Brunéi Darussalam, se encuentra en sus orillas. El curso superior del río constituye una fuente importante de agua dulce para las partes occidentales del país. Se localiza en las coordenadas geográficas 04°55′35″N 115°01′05″E / 4.92639, 115.01806